# Aude Biannic
Aude Biannic (født 17. marts 1991 i Landivisiau) er en fransk cykelrytter. 
Hun blev fransk mester i banecykling (forfølgelsesløb) i 2011 og i landevejsløb i 2018. Derudover tog hun sølv i pointløbet under Junior EM i banecykling i 2009.